# Архиепархия Рабаула
 Архиепархия Рабаула (лат. Archidioecesis Rabaulensis) — архиепархия Римско-католической Церкви c центром в городе Кокопо, Папуа – Новая Гвинея. В митрополию Рабаула входят епархии Бугенвиля, Кавиенга, Кимбе. Кафедральным собором архиепархии Рабаула является собор Святейшего Сердца Иисуса в городе Кокопо. В городе Рабаул находится сокафедральный собор святого Франциска Ксаверия.

## История
10 мая 1889 года Святой Престол учредил апостольский викариат Новой Британии, выделив его из апостольских викариатов Меланезии и Микронезии. 8 декабря 1890 года апостольский викариат Новой Британии был переименован в апостольский викариат Новой Померании.
ольского викариата островов Гилберта (сегодня — Епархия Таравы и Науру).
14 ноября 1922 года Конгрегация пропаганды веры издала декрет Post exstincum, которым переименовал апостольский викариат в апостольский викариат Рабаула.
5 июля 1957 года апостольский викариат Рабаула передал часть своей территории новому апостольскому викариату Кавиенга (сегодня — Епархия Кавиенга).
15 ноября 1966 года Римский папа Павел VI выпустил буллу Laeta incrementa, которой возвёл апостольский викариат Рабаула в ранг архиепархии.
4 июля 2003 года архиепархия Рабаула передала часть своей территории новой епархии Кимбе.

## Ординарии архиепархии
- епископ Louis Couppé (26.12.1889 — 1923);
- епископ Gerard Vesters (2.02.1923 — 1938);
- епископ Leo Isidore Scharmach (13.06.1939 — 6.08.1962);
- архиепископ Johannes Höhne (1.03.1963 — 27.03.1978);
- архиепископ Albert-Leo Bundervoet (6.03.1980 — 29.03.1989);
- архиепископ Karl Hesse (7.07.1990 — 11.08.2011);
- архиепископ Francesco Panfilo (11.08.2011 — 19.06.2020, в отставке);
- архиепископ Rochus Josef Tatamai, M.S.C. (19.06.2020 — по настоящее время).

## Источник
- Annuario Pontificio, Ватикан, 2007;
- Декрет Post exstinctum, AAS 14 (1922), стр. 646—647 Архивная копия от 27 марта 2010 на Wayback Machine;
- Булла Laeta incrementa Архивная копия от 3 февраля 2014 на Wayback Machine  (лат.)